# Frontera entre Cuba i Jamaica
La frontera entre Cuba i Jamaica és totalment marítima i separa les illes de Cuba i de Jamaica i es troba al Mar Carib. Al febrer de 1994, es va formalitzar un tractat amb una línia de demarcació de 89 punts que establia una línia de demarcació equidistant de les dues illes.